# Montgirod
Montgirod est une ancienne commune française située dans le département de la Savoie en région Rhône-Alpes.
Elle fusionne le 1er janvier 2016 avec les communes d'Aime et de Granier pour former la commune nouvelle d'Aime-la-Plagne.

## Géographie

### Localisation
Montgirod est un village de Savoie, situé dans la vallée de la Tarentaise, à 6 km au nord-est de Moûtiers, le long de la rivière Isère. Le village lui-même est perché sur la base rocheuse du Siaix, en bas, dans la vallée, se situe Centron.
Le plus haut sommet de la commune est le Quermoz (2 296 m).

### Voies de communication et transports

#### Transport routier
La commune est traversée par la RN90. La RN90 a été déviée en rive gauche de l'Isère pour éviter la traversée de Centron. Deux ponts ont été construits pour franchir l'Isère à l'aval et l'amont de Centron. Pour éviter la route de l'Étroit du Siaix, le tunnel du Siaix a été construit pour franchir la barre du Siaix.

#### Transport ferroviaire
La commune est traversée par la ligne de Saint-Pierre-d'Albigny à Bourg-Saint-Maurice.

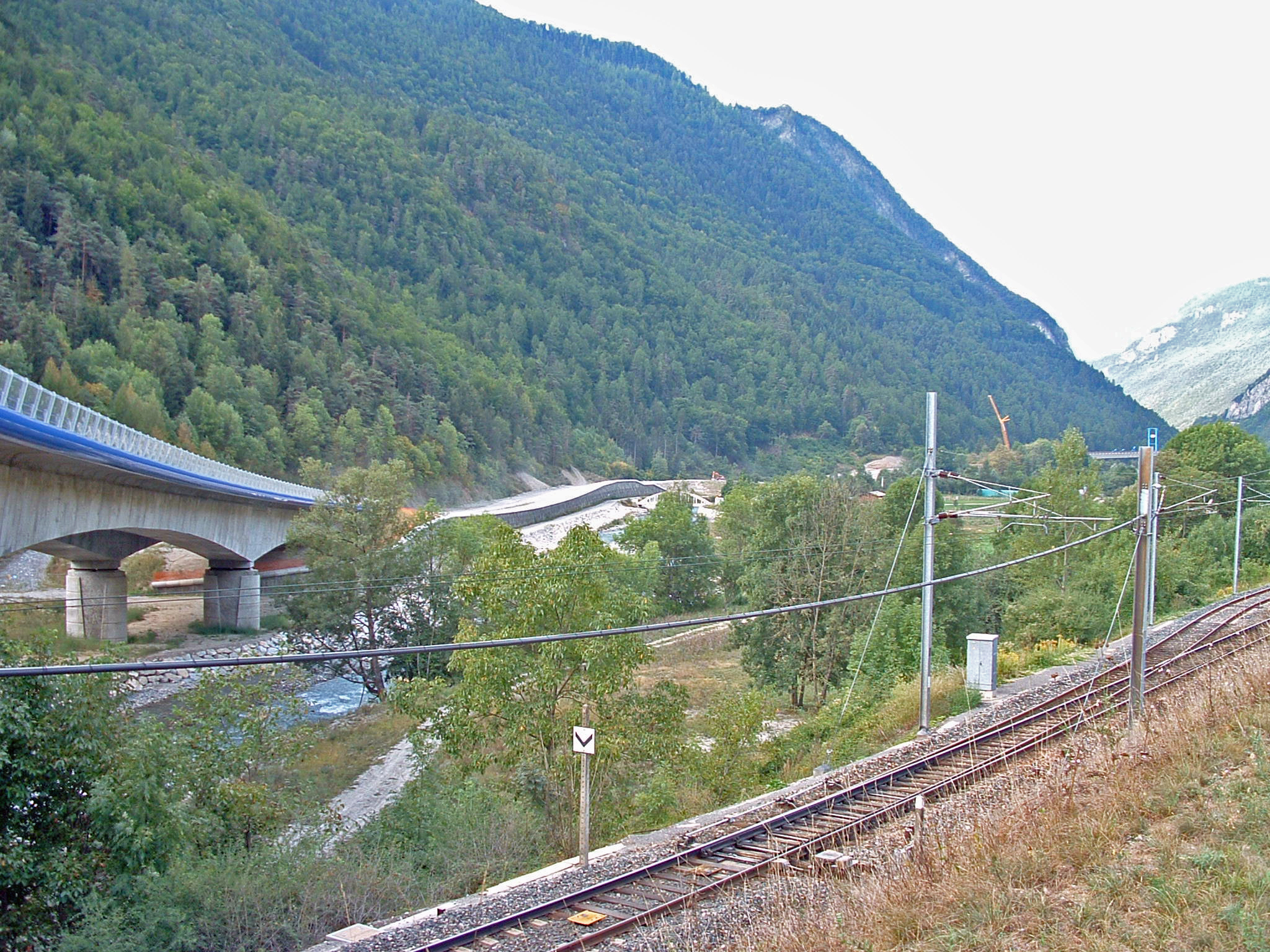
Déviation de Centron de la RN90, pont amont et ligne de chemin de fer
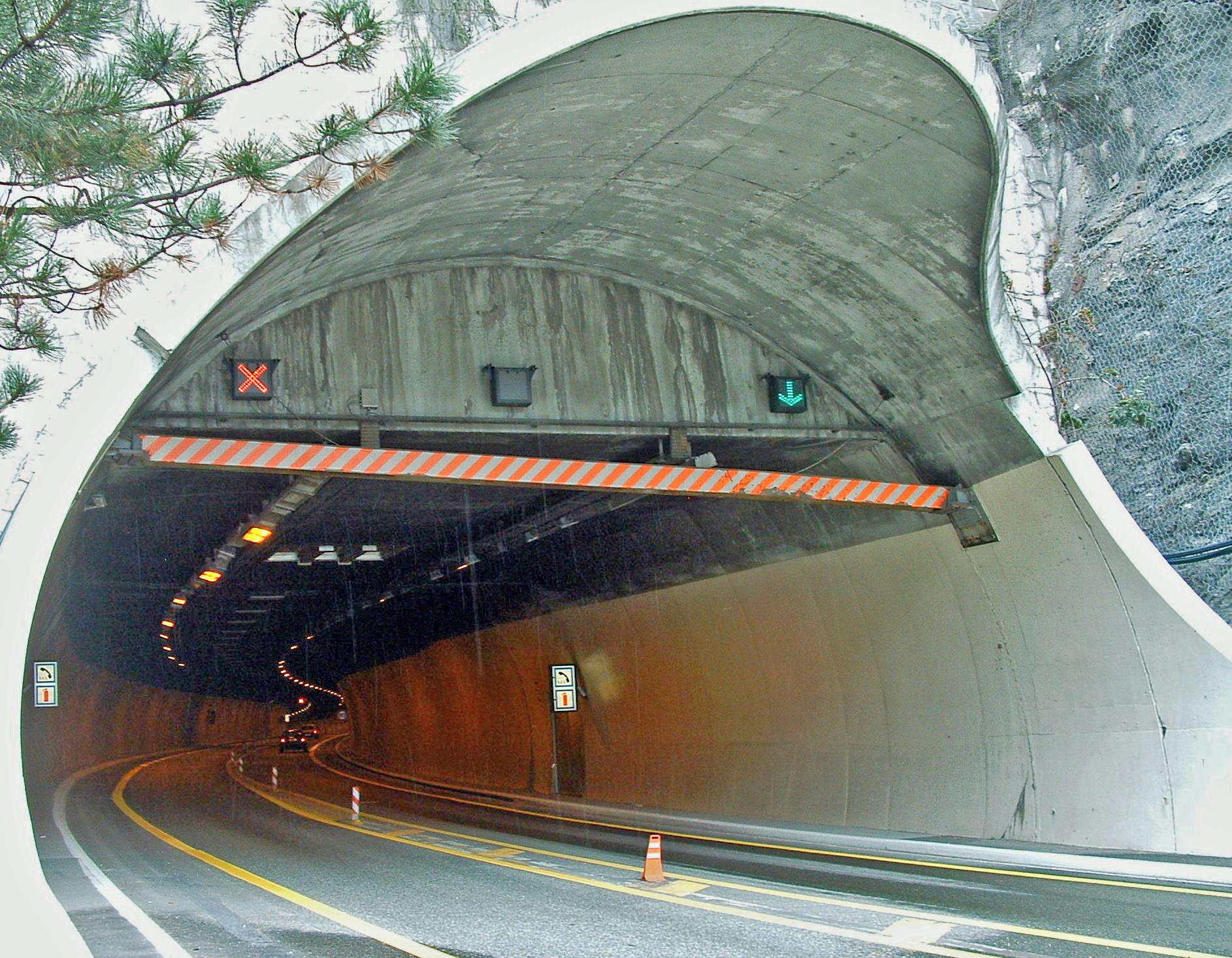
Entrée du tunnel du Siaix, entrée côté Centron

## Toponymie
En francoprovençal, le nom de la commune s'écrit Montsou, selon la graphie de Conflans.

## Histoire
Montgirod fut brûlé par l'armée allemande lors de la Seconde Guerre mondiale.
Montgirod est cité en 1158 dans le chapitre de Tarentaise (ecclesia parrochia montisgiroldi).
En 1371, un différend opposa les communiers de Montgirod à ceux de Villette, paroisse voisine, pour la récolte de bois, situé aux confins du Bois de Combes, aux confins de la paroisse de Montgirod et de Villette. Ce conflit entrainant des morts dans les deux camps, l'affaire du Bois des Combes sera suivie en justice.

## Politique et administration
| Période                                  | Période                  | Identité            | Étiquette | Qualité |
| ---------------------------------------- | ------------------------ | ------------------- | --------- | ------- |
| Les données manquantes sont à compléter. |                          |                     |           |         |
| 1944                                     | 1948                     | Emile Bal           | SE        | ...     |
| 1948                                     | mars 1953                | Louis Richel        | SE        | ...     |
| mars 1953                                | mars 1965                | Fernand Bal         | SE        | ...     |
| mars 1965                                | mars 1977                | Robert Paviet-Roche | SE        | ...     |
| mars 1977                                | mars 1983                | Robert Paviet       | SE        | ...     |
| mars 1983                                | mars 2001                | Fernand Bal         | SE        | ...     |
| mars 2001                                | mars 2008                | Bernard Berard      | SE        | ...     |
| mars 2008                                | mars 2014                | Rose Paviet         | SE        | ...     |
| mars 2014                                | En cours (au avril 2014) | Laurent Hureau      | SE        | ...     |

## Démographie
L'évolution du nombre d'habitants est connue à travers les recensements de la population effectués dans la commune depuis 1793. À partir du 1er janvier 2009, les populations légales des communes sont publiées annuellement dans le cadre d'un recensement qui repose désormais sur une collecte d'information annuelle, concernant successivement tous les territoires communaux au cours d'une période de cinq ans. 
Pour les communes de moins de 10 000 habitants, une enquête de recensement portant sur toute la population est réalisée tous les cinq ans, les populations légales des années intermédiaires étant quant à elles estimées par interpolation ou extrapolation. Pour la commune, le premier recensement exhaustif entrant dans le cadre du nouveau dispositif a été réalisé en 2007,.
En 2013, la commune comptait 470 habitants, en évolution de +7,55 % par rapport à 2008 (Savoie : +3,87 %, France hors Mayotte : +2,49 %).
| 1793 | 1800 | 1806 | 1822 | 1838 | 1848 | 1858 | 1861 | 1866 |
| ---- | ---- | ---- | ---- | ---- | ---- | ---- | ---- | ---- |
| 228  | 603  | 710  | 793  | 798  | 726  | 681  | 611  | 589  |

| 1872 | 1876 | 1881 | 1886 | 1891 | 1896 | 1901 | 1906 | 1911 |
| ---- | ---- | ---- | ---- | ---- | ---- | ---- | ---- | ---- |
| 617  | 565  | 519  | 525  | 521  | 515  | 504  | 511  | 607  |

| 1921 | 1926 | 1931 | 1936 | 1946 | 1954 | 1962 | 1968 | 1975 |
| ---- | ---- | ---- | ---- | ---- | ---- | ---- | ---- | ---- |
| 464  | 466  | 421  | 429  | 432  | 493  | 513  | 503  | 431  |

| 1982 | 1990 | 1999 | 2007 | 2011 | 2013 | - | - | - |
| ---- | ---- | ---- | ---- | ---- | ---- | - | - | - |
| 416  | 397  | 379  | 433  | 450  | 470  | - | - | - |

## Culture locale et patrimoine

### Lieux et monuments
- Chapelle Saint-Jean-Baptiste du Villaret contenant :
  - un retable (classé) en bois doré polychrome datant de 1673[6]
  - une statue-reliquaire (classée) en argent datant de 1680, contenant les reliques de sainte Prudentia[7]
  - une peinture à l'huile (classé) (dim. 244x169) de Mathieu Richar datant de 1700[8]
  - objets (chape, chasuble, 2 dalmatiques, 2 étoles, 3 manipules, voile de calice, bourse)[9]
- Église Saint-Laurent contenant :
  - croix de procession (1689)[10]
  - une cloche dite de Marie Sauveterre (classé) datant de 1553[10]
  - deux calices l'un portant l'inscription « I.I. BOCH G. 1730 »[11] et le second « JEAN BOCH CVRATVS 1730 »[12]
  - groupe sculpté en bois polychrome (classé) représentant la mise au tombeau du Christ et comportant 6 personnages datant du XVIIIe siècle[13]
- Forêt de Montgerand

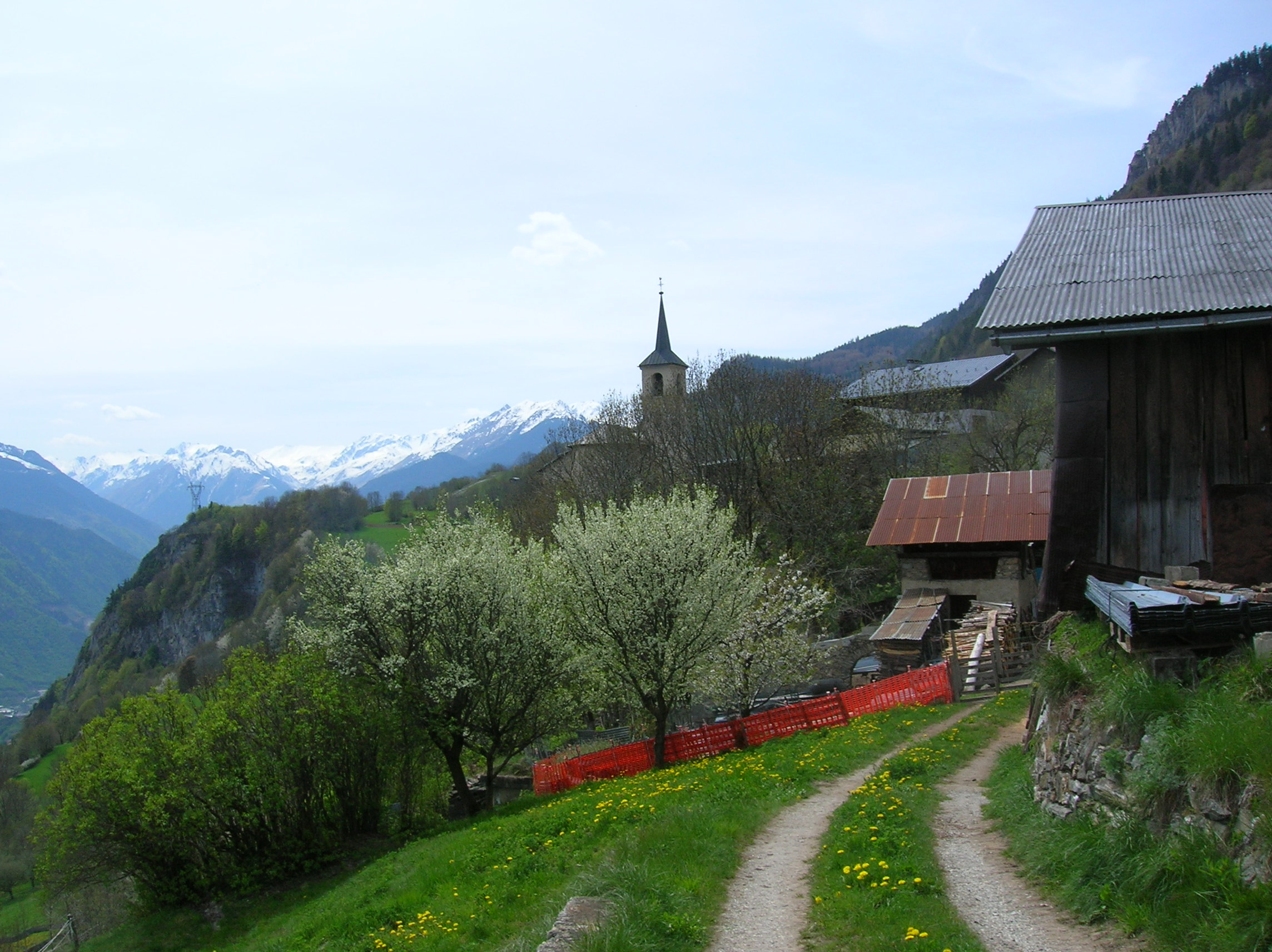
Montgirod
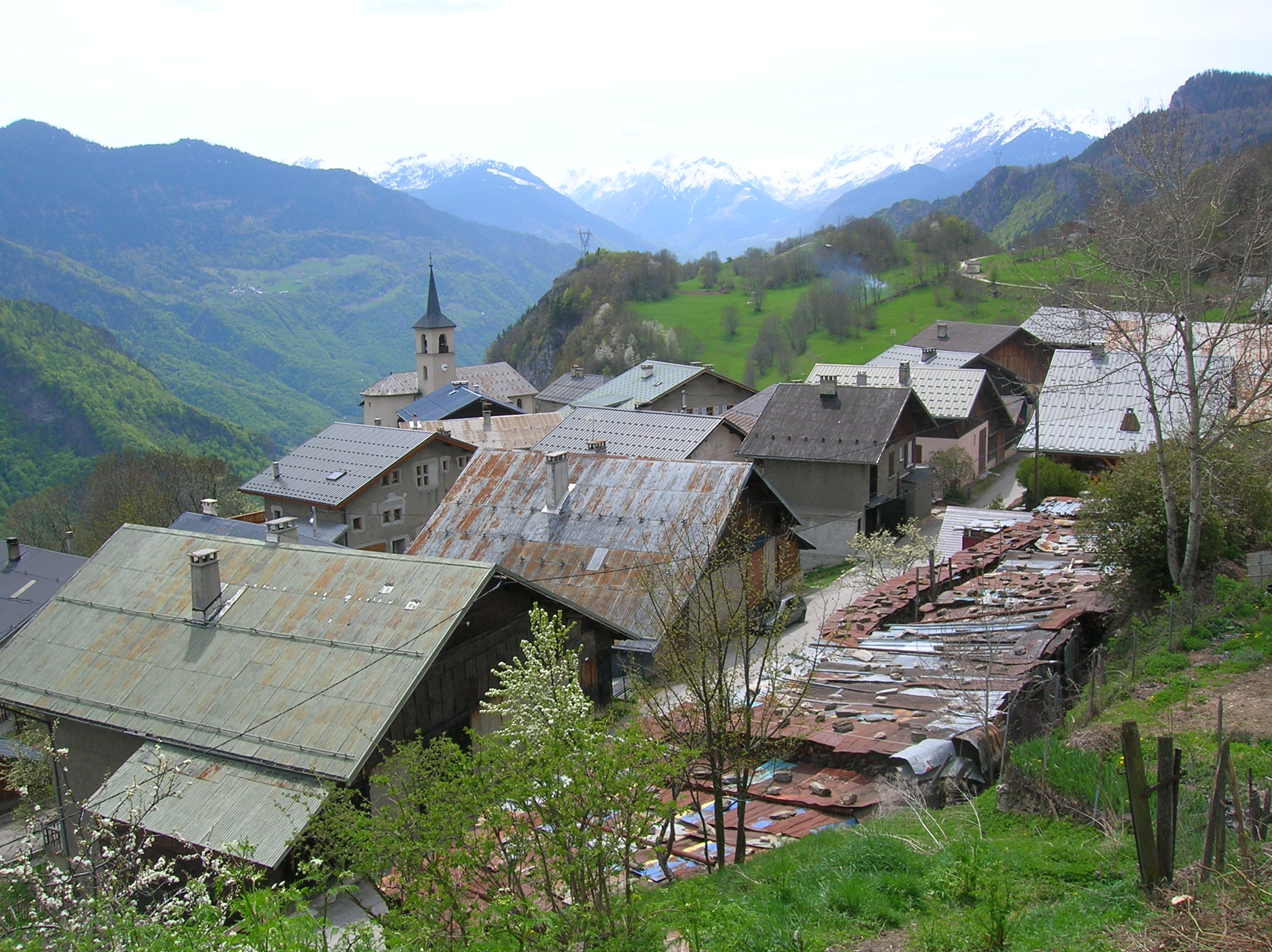
Montgirod
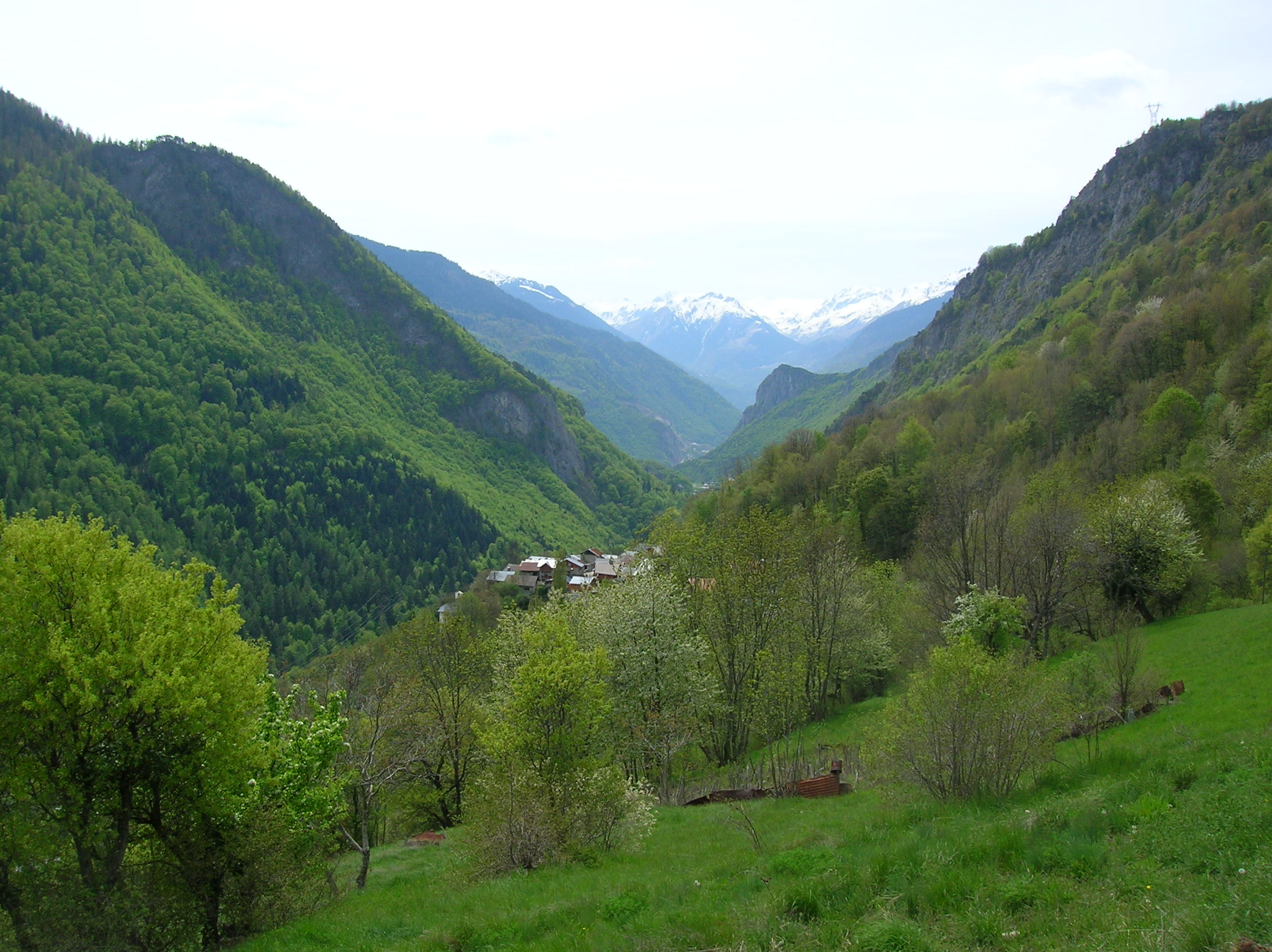
Le Villaret1
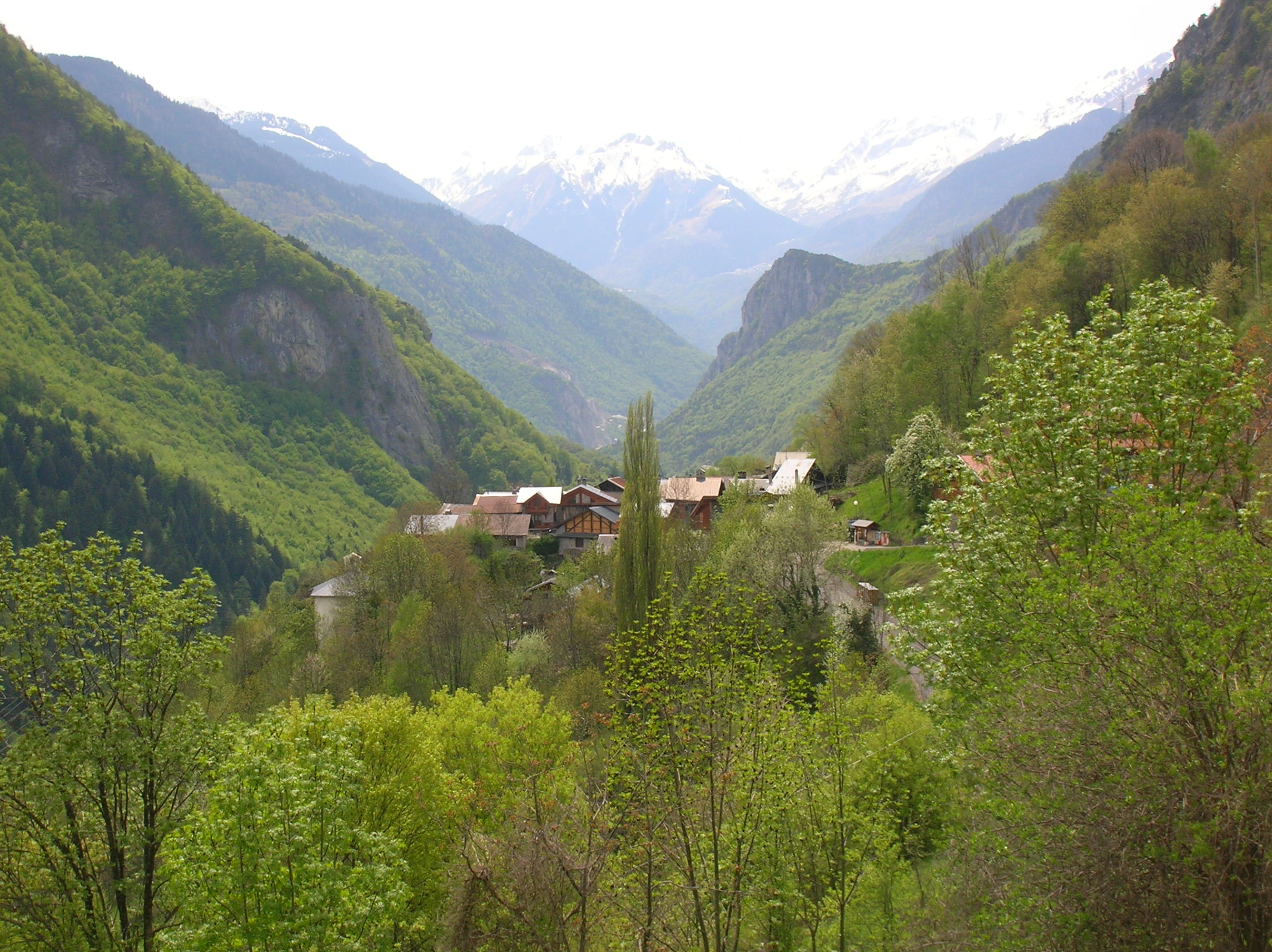
Le Villaret2

### Personnalités liées à la commune
- Peter Julien Ortiz, membre de l'OSS, se livra aux allemands en 1944 afin d'éviter des représailles sur les habitants de Centron. Une place du hameau porte son nom.